# Tidligere og nuværende anarkistiske samfund
Gennem historien har der eksisteret adskillige samfund der har fungeret på anarkistisk vis.

## Eksempler på samfund organiseret efter anarkistiske principper

### Den spanske revolution (1936 – 1939)
I 1936 var der en stor liberiansk socialistisk revolution i Spanien. 
Meget af Spaniens økonomi blev styret af arbejdernes direkte deltagelse. Fabrikker blev styret gennem arbejderkomiteer og landbruget blev kollektiviseret. Selv steder som hoteller, frisører og restauranter blev kollektiviseret og styret af deres arbejdere. 
Kollektiverne blev drevet af princippet om at alle må "yde efter evne og nyde efter behov". Nogle steder var brugen af penge helt fjernet. Kommunerne var aldeles effektive og producerede ofte mere end før kollektiviseringen. De frigjorte zoner fungerede på totalt egalitære principper; beslutninger blev taget af rådsforsamlinger af normale borgere uden nogen form for bureaukrati. Også de militære enheder blev organiseret efter anarkistiske principper og det lykkedes i stort omfang at undgå eller begrænse det militære hierarki uden at det gik udover effektiviteten. Kvinder fik mulighed for aktivt at deltage på lige fod med mændene.
Ligesom den økonomiske revolution var der også en kulturel revolution. Mange traditioner, som blev opfattet som undertrykkende, blev afskaffet. For eksempel blev det tilladt for kvinder at abortere, og ideen om fri kærlighed blev populær.

### Anarkistisk Catalonien (1936 til 1939)
Anarkistisk Catalonien (21. juli, 1936 – 10. februar, 1939) var et statsløst territorie og anarkistisk samfund, som opstod i løbet af den spanske borgerkrig.
I en del af de spanske kollektiver var husleje, el, lægehjælp, medicin, skole og en række andre ting gratis for dem der frivilligt ville være en del af kollektiverne og bidrage hertil. Der var også en bedre udnyttelse af ressourcerne end tidligere på visse områder.

### Fristaden Christiania (1971 til i dag)
Christiania blev startet i 1971, da en gruppe beboere fra Christianshavn lavede hul i hegnet til den nedlagte Bådsmandsstrædes Kaserne fordi de ønskede en legeplads til deres børn, men snart rykkede en flok hippier og socialister ind og overtog de tomme bygninger. En af de mere indflydelsesrige mennesker var Jacob Ludvigsen, som udgav en anarkistisk avis, som annoncerede fristaden. I årevis har der været stridigheder, da den danske regering uden held forsøgte at fjerne besætterne, samt aldrig har anerkendt betegnelsen fristad. 
Der er kun adgang til nabolaget gennem Christianias to hovedindgange og biler er ikke tilladt. Myndighederne har gentagne gange flyttet de store sten der blokerer indgangene, som er blevet placeret der af beboerne. Grunden til dette var ifølge myndighederne, at stedet måtte være tilgængeligt af sikkerhedsmæssige årsager, mens beboerne tror, at indgangene i stedet vil blive brugt af politiet. 
Beboerne i Christiania har udviklet deres egne regler, komplet uafhængigt fra den danske regering. Disse regler indebærer:
- Ingen biler
- Intet tyveri
- Ingen våben
- Ingen skudsikre veste
- Ingen hårde stoffer

Berømt blev stedet især for Pusher Street, hvor hash blev solgt åbent fra permanente boder indtil 2004. Kameraer er ikke tilladt, og de lokale vil fægte med hænderne og råbe "Ingen kameraer!" hvis de ser et billede blive taget. Dette er kontroversielt, men kan ikke blive ændret uden fællesskabets konsensus. 
"Christianias målsætning er at opbygge et selvstyrende samfund, hvor hvert enkelt individ frit kan udfolde sig under ansvar overfor fællesskabet. Dette samfund skal økonomisk hvile i sig selv, og den fælles stræben må til stadighed gå ud på at vise, at den psykiske og fysiske forurening kan afværges." Således formuleret af Sven, Kim, Ole, Kim og Jacob med ret til forbedringer. 13/11-1971"

### Argentina (2001 til i dag)
Efter kollapset af den argentinske økonomi, sammen med optøjer og endelig regeringens fald i de sidste dage af 2001, undergik den sociale og økonomiske organisation i Argentina store forandringer. Argentina var engang et strålende eksempel på reformer for det frie marked. Men efter økonomien kollapsede, reagerede IMF med at kræve, at de mere sociale programmer (sygepleje, skoler, osv.) blev skåret ned og at mere blev privatiseret. Et massivt oprør udbrød på grund af dette.
Fra opstanden kom mange populære organer baseret på direkte demokrati. At arbejderne overtog fabrikkerne, samt populære forsamlinger, er begge noget der har været iværksat i Argentina, og det er disse former for handlinger, som anarkister støtter: det første er et eksempel på direkte aktion og det andet er et eksempel på direkte demokrati. Omkring 250 fabrikker (eller flere) er nu selvstyrende og kollektivt ejet af arbejderne selv. Over 10.000 mennesker arbejder nu på fabrikker med lidt eller intet ledelse eller hierarki. For den store majoritet af dem gælder det, at løn er fuldkommen egalitært. Generelt er der ingen professionelle ledere ansat, eller også er arbejderne kollektivt styret i andre tilfælde. Beslutninger bliver foretaget af alle arbejdere. 
I en vurdering fra en argentinsk avis lød det, at omkring 1/3 af befolkningen havde deltaget i generelle forsamlinger. Forsamlingerne plejede at finde sted på gadehjørner og offentlige steder, hvor folk samledes for at diskutere måder at hjælpe hinanden på hvis en rydning fandt sted, eller for at organisere sig omkring ting som sygepleje, kollektiv indkøb af mad eller at skabe programmer for gratis uddeling af mad. Nogle forsamlinger begyndte at lave om på sygeplejesystemet og skolens opbygning, for at forbedre det. Nabolagsforsamlinger mødtes en gang om ugen for at diskutere hvordan det større fællesskab kunne påvirkes.  I 2004 udgav Avis Lewis og Naomi Klein (forfatter af No Logo) dokumentarfilmen The Take, som omhandlede disse begivenheder.
Mange fællesskaber døde langsomt ud, da økonomien begyndte at fungere bedre. Aktivismen fortsætter dog endnu. Bevægelser af arbejdsløse er blevet mere organiserede og har i mange tilfælde fået en radikal venstreorienteret strategi. Mange middelklasseargentinere, specielt i Buenos Aires, ser nu disse som voldelige og nedbrydende for samfundet på grund af de adskillige vejblokader og massive demonstrationer som de skaber i hovedstaden.

## Eksempler på bevægelser med anarkistiske kvaliteter

### BZ-bevægelser
Mange BZ-bevægelser gennem historien har taget udgangspunkt i anarkistisk ideologi med en kritik af ejendomsretten og en vision om menneskelig frihed. 

### Free Software Movement
Free Software Movement er et eksempel på en bevægelse med anarkistiske kendetegn.  Tanken bag GPL samt mange andre licenser for fri software er en kollektiv deling af information, hvilket man kan sammenligne med anarkisternes idé om en kollektiv deling af materielle ressourcer. Der er dog ingen sikkerhed for, at de folk der er involveret i bevægelsen har nogle politiske implikationer, eller at disse nødvendigvis skulle være anarkistiske.
Free Software Movement blev startet af folk som ønsker at software skulle være fri, og dette er også standpunktet for Free Software Foundation.

### Læs også
- Anarkisme